# مهرجان الجبن البريطانى العظيم
مهرجان الجبن البريطانى العظيم هو مهرجان كان يقام في ويلز (وكان يعقد سابقا في جنوب أو غرب إنجلترا) في العطلة الأخيرة من كل سبتمبر.

## تاريخه
وقد أقيم هذا الحدث السنوى لأول مرة في عام 2000  في اكسفوردشير ، وقد أسسته جولييت هاربوت. ويسبق المهرجان كل عام "جوائز الجبن البريطانى"، وهي عبارة عن احتفالية أقامتها جولييت عام 1994 ويتم التحكيم فيها بواسطة خبراء الغذاء والمزارعين. حيث يتم تكريم أفضل أنواع الجبن بالميداليات الذهبية والفضية والبرونزية. يقوم المشاركين بالاحتفالية بتذوق كل أنواع الجبن وهم معصوبين الأعين، ويمكن للرابحين بعد ذلك عرض جوائزهم بالمهرجان العام. وعادة ما يكون هناك مجموعة متنوعة من الأحداث في المهرجان مثل ندوات ومحاضرات رئيسية وشرح طرق صناعة الجبن. وبعد بضع سنوات في اكسفوردشاير، انتقل الحدث إلى تشيلتينهام في جلوسيسترشاير. ومع ذلك في عام 2006 تم إلغاء يوم الأحد من عطلة نهاية الأسبوع بتكلفة باهظة بعد وقوع فياضانات في الموقع مما تسبب في خسارة هائلة وتم إتخاذ القرار بالعودة إلى اكسفوردشاير في عام 2007. وفي أوائل عام 2008 تم بيع المهرجان لمجلس كارديف، ومن ثم تمت إقامة الحدث في مقر قلعة كارديف في عام 2011 و2010 و2009 و2008. عقد مهرجان الجبن البريطانى لعام 2012 في قلعة كارديف وذلك في يومى السبت الموافق 22من سبتمبر والأحد الموافق 23من سبتمبر.